# Relaciones España-Italia
Con el nombre de relaciones italo-españolas se conoce a las relaciones bilaterales entre la República Italiana y el Reino de España. Ambos países establecieron relaciones diplomáticas después de la unificación italiana. Debido a las conexiones políticas, culturales e históricas entre ambas naciones, sus relaciones son muy buenas y amistosas. Estados miembros de la Unión Europea (UE), ambos forman parte del espacio Schengen y de la eurozona. Son también miembros del BERD, la BIPM, la CEI, la CEPAL, la CEPE, la COPANT, la Fundación EU-LAC, el G6, el G12, el G20, la OCDE, la ONU y la OTAN.

## Historia

### Precedentes
En la Edad Antigua, los romanos, procedentes de Italia, conquistaron la península ibérica en el año 218 a. C., la cual más tarde se convertiría en la provincia romana de Hispania (de cuyo nombre deriva el de "España"). Los romanos introdujeron la lengua latina, antecesora de las modernas española e italiana. El dominio romano permaneció durante 600 años, hasta la caída del Imperio romano de Occidente.
En la Alta Edad Media, los reinos germánicos derivados de los godos, el Reino ostrogodo y el Reino visigodo, se instauraron, respectivamente, en las penínsulas itálica e ibérica.
Entre la Baja Edad Media y principios de la Edad Moderna, tanto el sur de Italia como sus islas se incorporaron a la Corona de Aragón. Posteriormente, la Monarquía Hispánica también incorporó Finale, Milán, Piombino y Toscana.

### Establecimiento de relaciones diplomáticas
Después de la proclamación de Víctor Manuel II como rey de Italia en 1861, España solo reconoció a Víctor Manuel como «Rey Sardo». El reconocimiento encontró la oposición de la reina Isabel II influida por las posturas del papa Pío IX. Una vez Leopoldo O'Donnell consiguió superar las reticencias de la reina, España reconoció finalmente al reino de Italia el 15 de julio de 1865. Poco después en 1870, tras el destronamiento de Isabel II en la Revolución de 1868 «la Gloriosa», el segundo hijo de Víctor Manuel II, Amadeo I, resultó elegido rey de España y reinó el país desde 1871 hasta su abdicación en 1873.

### Período de entreguerras
A pesar de incipientes muestras de intentos de propiciar un mayor entendimiento entre los dos países, en el período posterior al fin de la Primera Guerra Mundial, todavía había factores que ponían freno a un acercamiento italo-español por parte de España, incluyendo a un sector de la opinión pública que hacía gala de una aversión y resentimiento hacia Italia (un ejemplo prominente era la reina regente María Cristina, afín a Austria). 

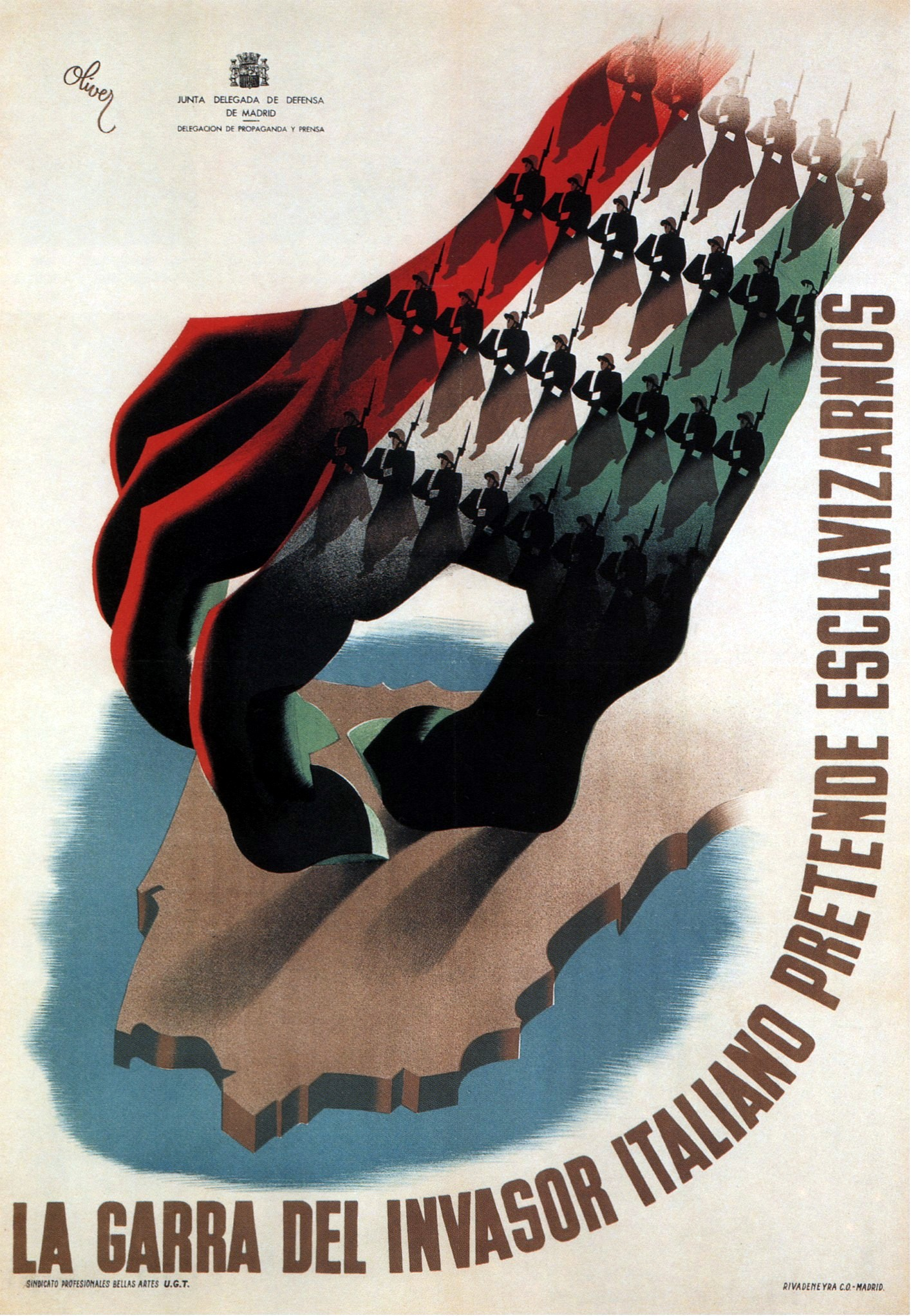
Póster propagandístico republicano en contra de la intervención italiana en la guerra civil española.

Una vez que los dictadores Benito Mussolini y Miguel Primo de Rivera llegaron al poder (1922 y 1923 respectivamente), las condiciones para un acercamiento quedaron más claras cobrando un interés real por parte del Gobierno español hacia Italia. Particularmente, teniendo en cuenta las expectativas de los beneficios que podría aportar la nueva amistad en relación con el Protocolo de Tánger. Para Italia, la instauración de la dictadura primorriverista ofrecía  una oportunidad para alcanzar una mayor ascendencia sobre un país cuyos nuevos dirigentes habían mostrado un gran interés en las reformas acometidas en la Italia fascista. Con frecuencia, las relaciones durante este período quedaban inmersas en un triángulo diplomático entre España, Francia e Italia. A pesar de demostrar una voluntad de amistad y de acercamiento diplomático, el "Tratado de Conciliación y Arbitraje", suscrito en agosto de 1926 entre representantes de los dos países, tuvo un alcance limitado en términos prácticos en comparación con las expectativas del comienzo del régimen de Primo de Rivera. No obstante, la firma del acuerdo dio pie en cualquier caso a una «luna de miel» diplomática entre ambos regímenes.

#### Guerra civil española
Tras el golpe de Estado en julio de 1936, que daría inicio a la guerra civil española, Mussolini ofreció un apoyo crucial al bando sublevado, incluido el envío del Corpo Truppe Volontarie (CTV), una fuerza expedicionaria fascista. Se estima que unos 75 000 italianos lucharon en el conflicto.

#### Segunda Guerra Mundial
En febrero de 1941, en plena guerra mundial, tuvo lugar el encuentro entre Mussolini y Franco en Bordighera, en el que el Duce pediría al dictador español su adhesión a las potencias del Eje.
A partir de 1943, tanto el Reino de Italia como la República Social Italiana buscaron mantener buenas relaciones diplomáticas con el régimen franquista. Sin embargo, desde España se rechazaron los acercamientos para mantener un equilibrio con sendos países y con el resto de potencias beligerantes en la Segunda Guerra Mundial.

### SigloXXI
Actualmente, España e Italia son países miembros de pleno derecho en la OTAN, la Unión Europea (UE) y la Unión por el Mediterráneo (UpM). Las relaciones bilaterales entre ambos países son muy estrechas, tanto por los vínculos históricos que los unen como por la pertenencia a la UE. También, son frecuentes los encuentros entre los gobiernos y a nivel empresarial. Todo ello tiene su reflejo en unos intercambios económicos marcados por un peso muy significativo.
En noviembre de 2021, el presidente italiano, Sergio Mattarella, y su hija, Laura Mattarella, realizaron una visita de Estado a España, donde fueron recibidos por los reyes españoles, Felipe VI y Letizia Ortiz, junto con el presidente portugués, Marcelo Rebelo de Sousa, en el Palacio Real de Madrid. Ambos países establecieron mensajes de unidad y cooperación para la refundación de la UE.
En enero de 2022, España propuso a Italia firmar un Tratado de Amistad entre ambos países. Asimismo, "relanzar" la relación entre los parlamentos de España e Italia y crear un foro de inversión entre ambos países. La finalidad de ese foro sería que sus respectivas empresas participen en proyectos relacionados con los fondos europeos a los que accederán tanto Italia como España. De hecho, ambos países previeron celebrar una cumbre bilateral en el mismo año. En noviembre, la primera ministra italiana, Giorgia Meloni, afirmó que se avanzará la cooperación en materia energética, economía real e inmigración, reforzando las relaciones bilaterales en el marco común de la UE y de la OTAN.

## Intercambio cultural y ciudadanía
Durante la Era de los Descubrimientos, famosos exploradores y viajeros italianos formaron parte de la historia moderna española, como Américo Vespucio, Cristóbal Colón o Francesco Guicciardini. El período de la Italia española quedó constatado en las biografías de autores de la literatura española en el Siglo de Oro, como Miguel de Cervantes y Francisco de Quevedo. Los artistas españoles quedaron ejemplificados en pintores como José de Ribera y Diego Velázquez, mientras que en los artistas italianos destacaron los escultores Leone Leoni y Pompeo Leoni, los pintores Tiepolo o Lucas Jordán, los músicos Domenico Scarlatti, Farinelli y Luigi Boccherini, además del arquitecto Francesco Sabatini.
Una publicación de Eurostat en 2016, estimó que 19.094 ciudadanos españoles viven en Italia y 187.847 ciudadanos italianos viven en España. Además, el español y el italiano son idiomas que tienen una profunda relación y sus culturas se han entrelazado a través de los años, complementándose entre sí.
Recientemente, se ha propuesto un convenio de doble nacionalidad, en el que españoles e italianos puedan adquirir la nacionalidad sin renunciar a la de origen. Italia sería el segundo país fuera del ámbito iberoamericano con el que España firmaría un convenio de esta naturaleza, después de Francia. Por otra parte, la marca italoespañola Iryo realiza trayectos en servicios ferroviarios de alta velocidad ibérica.

## Misiones diplomáticas
- España tiene una embajada en Roma y consulados-generales en Milán y Nápoles.
- Italia tiene una embajada en Madrid y un consulado-general en Barcelona.

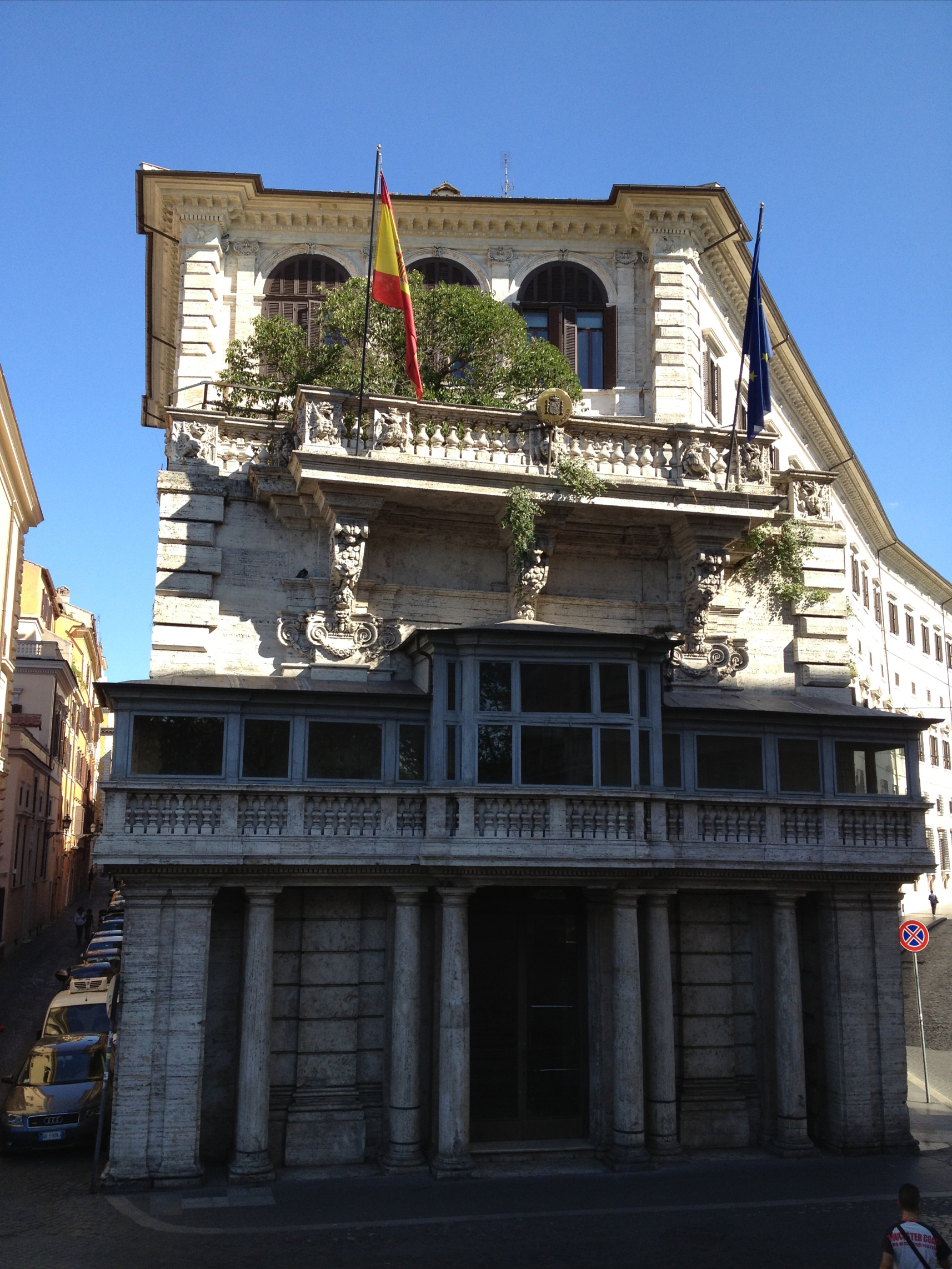
Embajada de España en Roma.
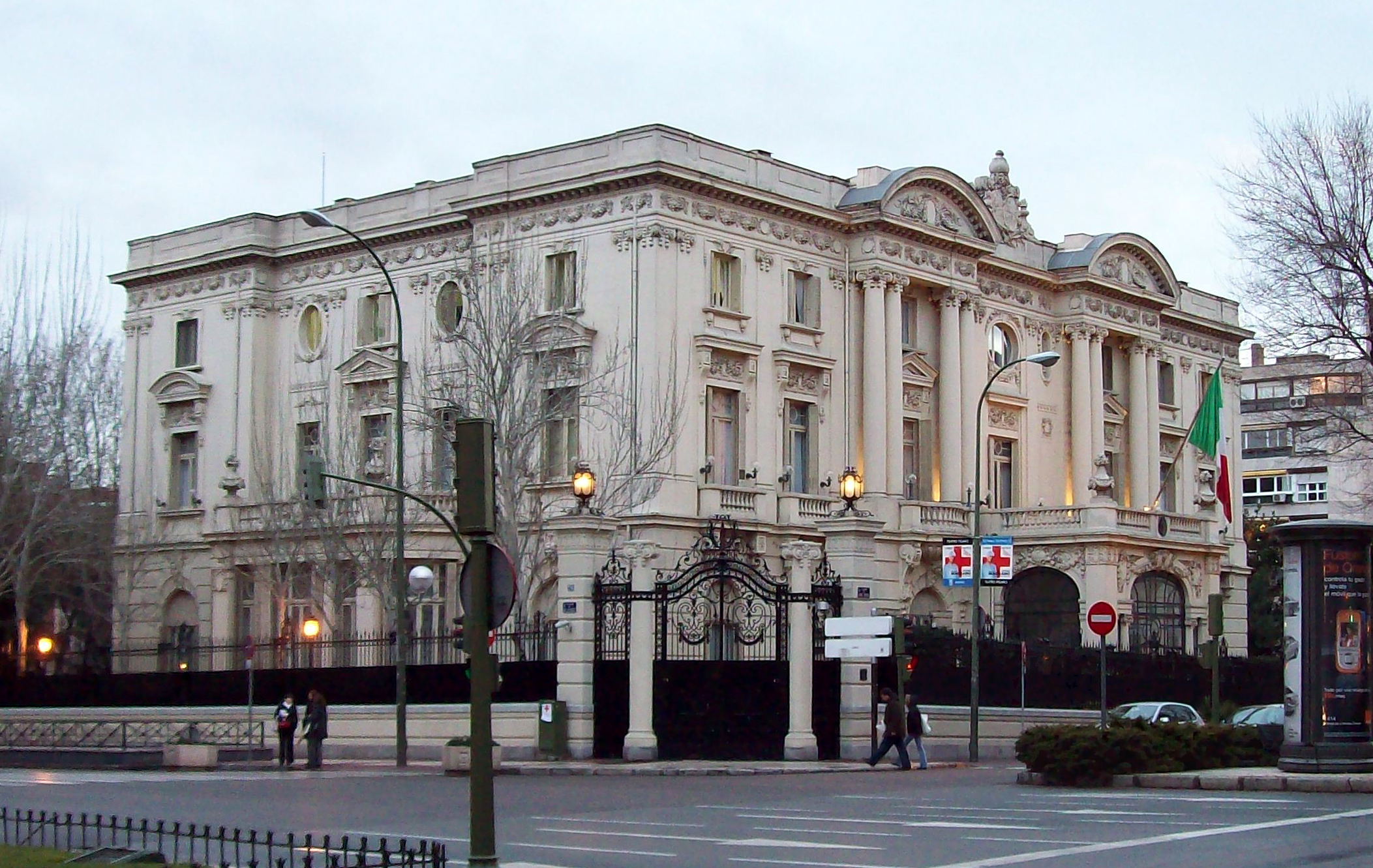
Embajada de Italia en Madrid.
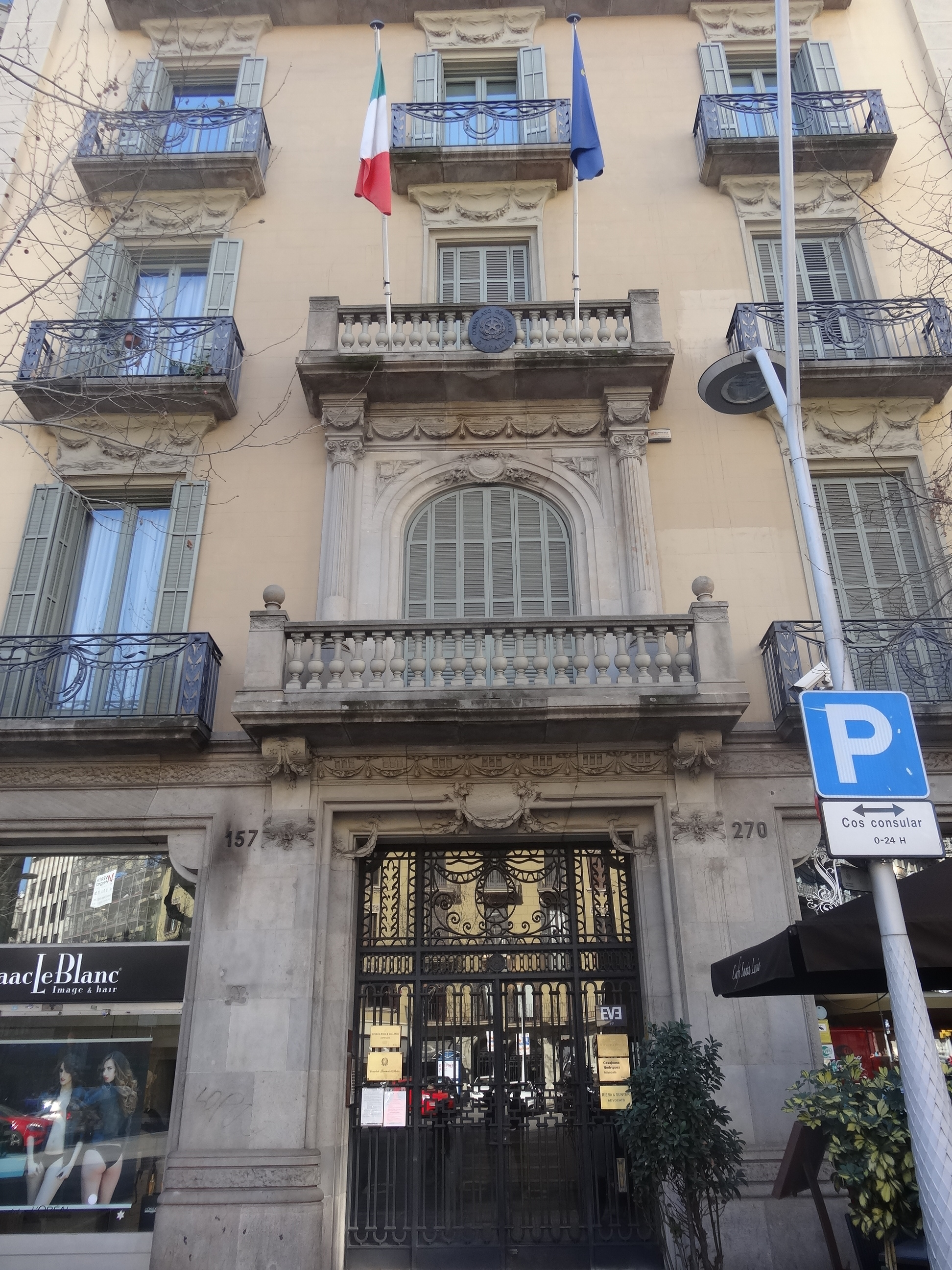
Consulado-General de Italia en Barcelona.